# 2000 AD (revista em quadrinhos)
2000 AD é uma revista em quadrinhos britânica semanal de ficção científica. Como uma antologia de quadrinhos, serializa histórias em cada edição (conhecidas como "progs") e foi publicada pela primeira vez pela IPC Magazines em 26 de fevereiro de 1977. Desde 2000, passou a ser publicada pela Rebellion Developments.
A 2000 AD é mais conhecida pelas histórias de Juiz Dredd e tem recebido a contribuição de vários artistas e escritores que se tornaram renomados no campo internacionalmente, como Alan Moore, Dave Gibbons , Grant Morrison , Brian Bolland , Mike McMahon , John Wagner , Alan Grant e Garth Ennis. Outras séries da revista incluem Rogue Trooper, Sláine, Strontium Dog, ABC Warriors, Nemesis the Warlock e Nikolai Dante.

## Adaptações para TV e cinema
- Hardware (1990)
- Judge Dredd (1995)
- Dredd (2012)
- Rogue Trooper (TBA)[1]
- Judge Dredd: Mega-City One (TBA)
- Button Man: Get Harry Ex (TBA)

## Adaptações para videogames
Os jogos da 2000AD para computadores de 8 bits incluem aqueles baseados em Strontium Dog feitos pela Quicksilva para o ZX Spectrum em 1984, Nemesis the Warlock e Sláine da Martech em 1987, Rogue Trooper escrito pela Design Design e publicado pela Piranha em 1986 e Judge Dredd pela Virgin Games em 1990, todos lançados para as plataformas Amstrad CPC, Commodore 64 e ZX Spectrum. A Krome studios Melborne também lançou um jogo de Juiz Dredd para o Commodore 64 e o ZX Spectrum em 1987. Os jogos de Dredd e Halo Jones para o ZX Spectrum estavam sendo desenvolvidos pela Piranha, mas nunca foram lançados.
A Krisalis Software lançou uma adaptação de Rogue Trooper para o Amiga e o Atari ST em 1991, e o merchandising que acompanhou o filme Judge Dredd de 1995 incluiu jogos para IBM PC (MS-DOS), Game Boy, Game Gear, PlayStation, Sega Genesis e Super Nintendo Entertainment System.
Um jogo de fliperama de Judge Dredd foi criado, mas nunca foi concluído nem lançado. Ele pode ser encontrado online, onde está disponível gratuitamente, mas requer um emulador.  O jogo apresenta Mean Machine e outros membros da Angel Gang. 
Judge Dredd Pinball foi lançado para o MS-DOS em 1998. No mesmo ano foi lançado um videogame do juiz para o PlayStation da Sony, desenvolvido pela Gremlin Interactive e publicado pela Activision. 
Com a compra da 2000 AD pela Rebellion Developments, uma empresa de jogos de computador, vários outros jogos vinculados foram lançados ou estão em desenvolvimento. Juiz Dredd: Dredd vs. Morte foi lançado em 2003, seguido de Rogue Trooper em 2006 para Xbox, PlayStation 2 e Microsoft Windows.[carece de fontes?] Uma versão atualizada para o Wii intitulada Rogue Trooper: Quartz Zone Massacre foi lançada em dezembro de 2009.
Um jogo de aventura licenciado do juiz Dredd, intitulado "Judge Dredd: Countdown Sector 106", foi lançado em 2012 pela Tin Man Games para iOS na Austrália e no Reino Unido, sendo posteriormente liberado para Google Play e Steam.

## No Brasil
As histórias da revista foram publicadas pela primeira vez no país em 1979 pela EBAL na revista Capitão Z Apresenta: Ano 2000, a revista durou apenas dez edições. Na década de 1990, a  Editora Abril publica crossovers de Dredd e Batman e na década de seguinte, a Pandora Books publica títulos solos de Dredd, Sláine, O Deus Guerreiro, Skizz, A Balada de Halo Jones entre outros.
Em 2013, a Editora Mythos lançou um novo mix baseado na revista: Juiz Dredd Megazine, a revista foi cancelada na edição 24, publicada em setembro de 2015. Em julho de 2018, a Mythos anuncia uma nova revista com histórias da 2000 AD, com nome de Heavy Metal, mas sem nenhuma ligação com a revista americana de mesmo nome.